# FV432
Az FV432 Brit Szárazföldi Erők páncélozott szállító harcjárműve, a FV430 páncélozott harcjármű szériából. Az 1960-as évekbeli bemutatása óta, a legalapvetőbb gyalogsági szállítójárműnek számított. Az 1980-as években, majdnem 2500 állt belőle szolgálatban, közel 1500 még mindig frontszolgálati minőségben.
Ennek ellenére az FV432-es szériát napjainkban felváltják újabb fejlesztésű változatokkal. Mint a Warrior vagy a CVR(T)(Combat Vehicle Reconnaissance, Harci Felderítő Jármű) család, a megmaradó járműveket folyamatosan fejlesztik, hogy folytathassák szolgálatukat a következő évtized során.
A hadsereg az afganisztáni és iraki harctereken jelentkező, növekvő páncélozott harcjármű igényének fényében, a Brit Védelmi Minisztérium 2006 augusztusában további 70 növelte meg, a meglévő 54 mellett, megrendeléseit a járművek fejlesztésére a brit BAE Systems-től. A fejlesztések ugyanúgy magukba foglalják a meghajtó egységet, egy új vezérlő egységet és fékező rendszert, mint megnövelt páncélzatot, mely közel megegyező hatásfokú a Warrior harcjárművel. A koncepció szerint ezek az FV430 mentesítik a Warriorokat a tartalékos és/vagy harctéri tüzérségi erő státusz alól. A korszerűsített változat a "Bulldog" nevet kapta.

## Kapcsolódó oldalak
- Védelem- és biztonságpolitikai események[halott link]

(angol nyelven)
- FV432 at Army-Guide.com
- UK receives first upgraded FV432s Jane's Defence Weekly, 14 August 2006
- Sloppy Jalopy
- Weapons of Mass Decoration
- FV 432 'Homepage'